# Расугеріна
Расугеріна також Расугеріна-Маніяка (малаг. Rasoherina-Manjaka, до царювання Рабодозанакандріана або Рабодо малаг. Rabodozanakandriana або Rabodo; нар. 29 вересня 1814 — пом. 1 квітня 1868, Антананаріву, Мадагаскар) — малагасійська правителька королівства Імерина (1863 — 1868).

## Життєпис
Расугеріна, племінниця королеви Ранавалуна I, народилася 29 вересня 1814 році у принца Андріантасаламандріана та принцеси Рафарамядіяки (Рамірагававі) під ім'ям Рабодозанакандріана (Рабодо). Рабодо була одружена з сином королеви Ранавулони I Ракото, який після смерті своєї матері у 1861 році став королем Радама II.

## Правління

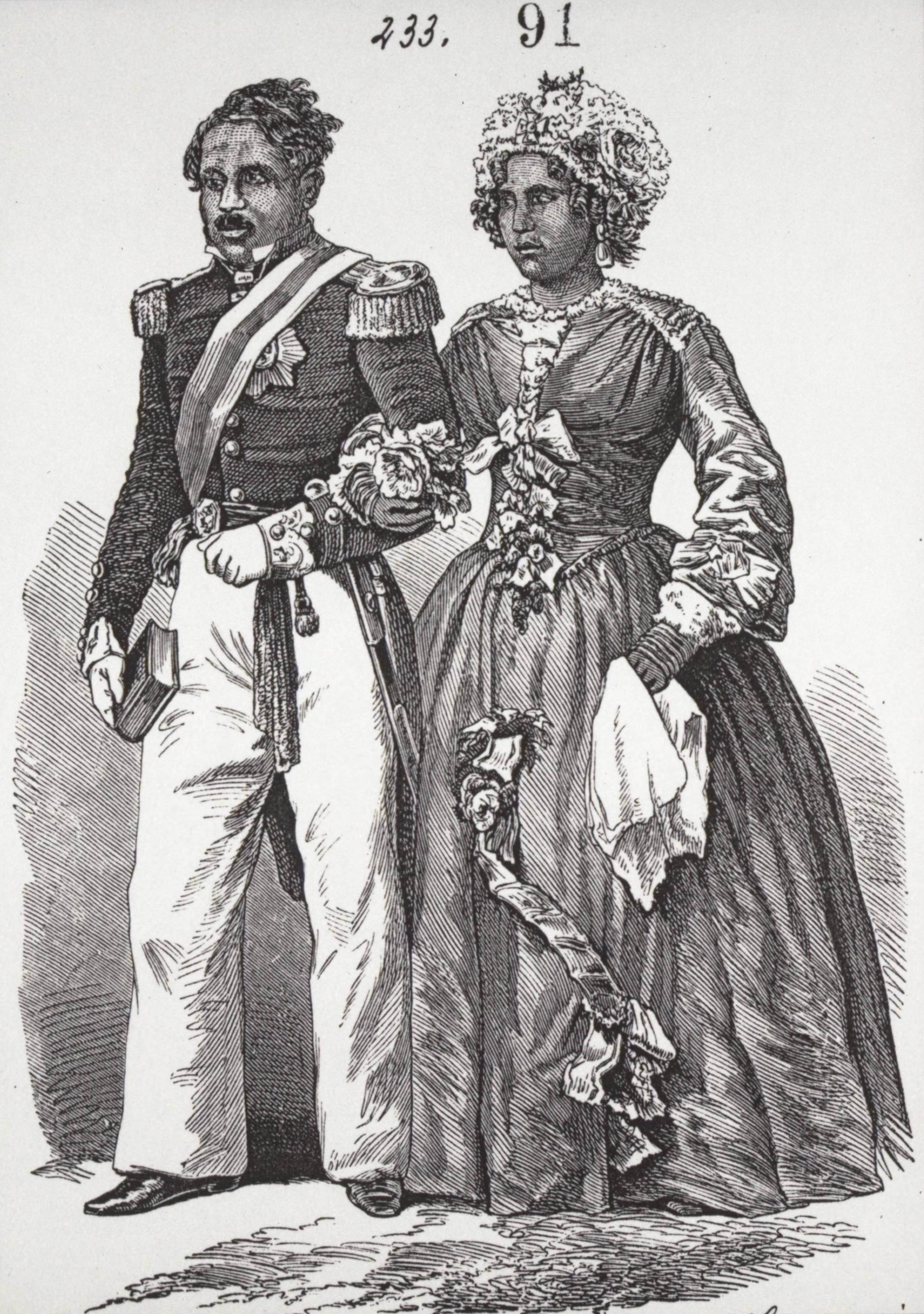
Расугеріна та Радама II. 1859 рік

Расугеріна зійшла на трон королівства Імерина після вбивства її чоловіка Радама II. Рада князів Імерини висунула їй певні умови успадкування королівського трону. Ці умови включали в себе зокрема свободу віросповідання. 13 травня 1863 року Рабодо зійшла на королівський трон, взявши собі ім'я Расугеріна.
Расугеріна мала номінальну владу в королівстві Імерина. Реальну владу під час правління Расугеріни мав прем'єр-міністр Райвінонігатрініоні, який одружився з нею через кілька тижнів після її коронації. Однак у 1864 році Расугеріна вийшла заміж за його зведеного брата Райнілайарівуні, який скинув Райвінонігатрініоні, і зайняв одночасно пост прем'єр-міністра та головнокомандувача. Райнілайарівуні згодом став чоловіком двох наступних королев — Ранавалуни II (1868—1883) і Ранавалуни ІІІ (1883—1897). У лютому 1865 року Райвінонігатрініоні був звинувачений у змові проти королеви.
Під час правління Расугеріни було збережено єдність Малагасійської держави, почалось створення ефективного адміністративного апарату, зміцнення збройних сил, розвиток економіки та культури, заборонена торгівля на ринках у неділю, країна почала позбуватися рабства, модернізувалась правова система, була прийнята нова, ліберальніша, конституція 1881 року. Була денонсована «Хартія Ламберта». Столиця Антананаріву перебудовується, з'являються будинки англійського типу.

### Дипломатія

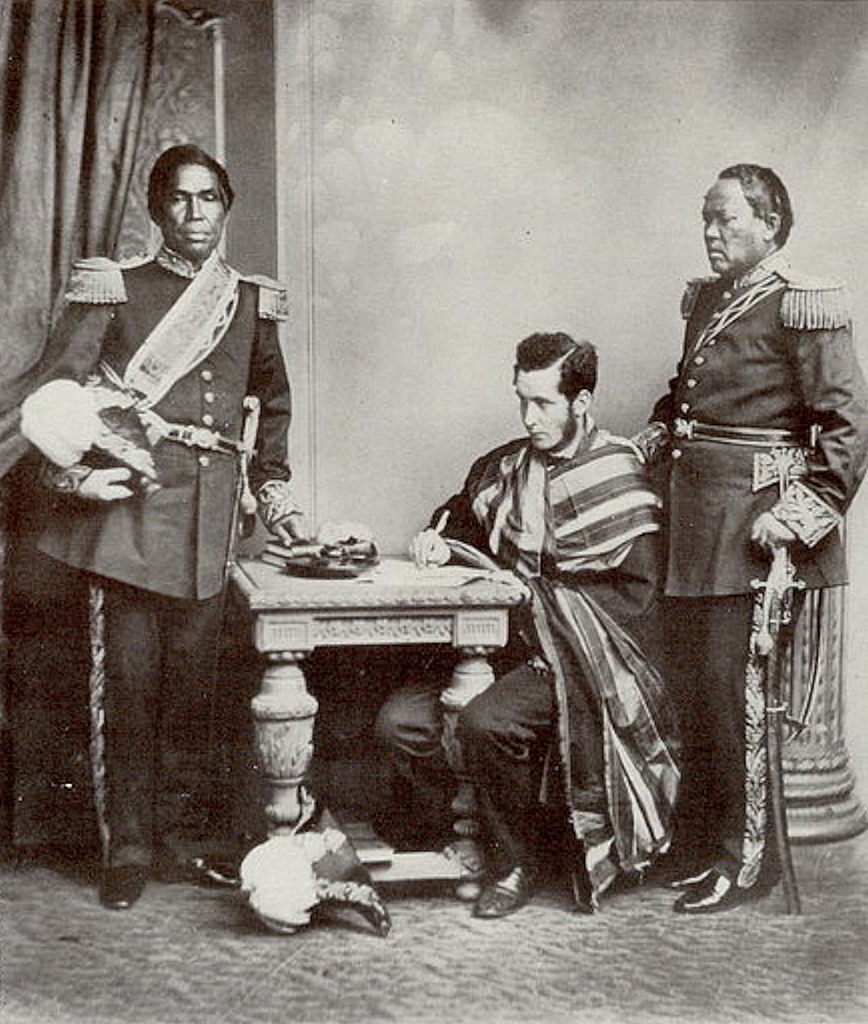
Малагасійське посольство до Європи, 1863

Під час правління королеви Расугеріни дипломатія була спрямована на налагодження відносин з Великою Британією та Францією.
У зв'язку з цим 23 листопада 1863 року з Таматаве виїхало посольство, яке направлялось до Лондона і Парижа.
30 червня 1865 року Расугеріна підписала угоду з Великою Британією. Вона передбачала:
- Вільну торгівлю британським підданим на території острова;
- Право на оренду землі й будівництво на ній;
- Гарантувалась свобода поширення християнства;
- Митні збори встановлювались на рівні 10 %[5].

Угоду з Францією малагасійському посольству вдалося підписати у 1868 році.
За цими угодами Велика Британія та Франція визнали суверенітет і незалежність Мадагаскару.
Був здійснений певний дипломатичний прорив у налагодженні стосунків з іншими країнами Європи та Америки.

### Заколот
27 березня 1868 року озброєний натовп штурмував палац Рові в Антананаріву, вимагаючи змінити правонаступника призначеного королевою. Головним підбурювачем заколотників був колишній прем'єр-міністр Райвінонігатрініоні. Заколотники захопили деяких державних діячів, в тому числі командувача Королівської гвардії. Однак групі гвардійців вдалося врятуватися та повідомити прем'єр-міністра Райнілайарівуні, який відвідував село, де королева Расугеріна лікувалася від дифтерії, якою хворіла з жовтня 1867 року. Прем'єр-міністр дав розпорядження арештувати змовників.

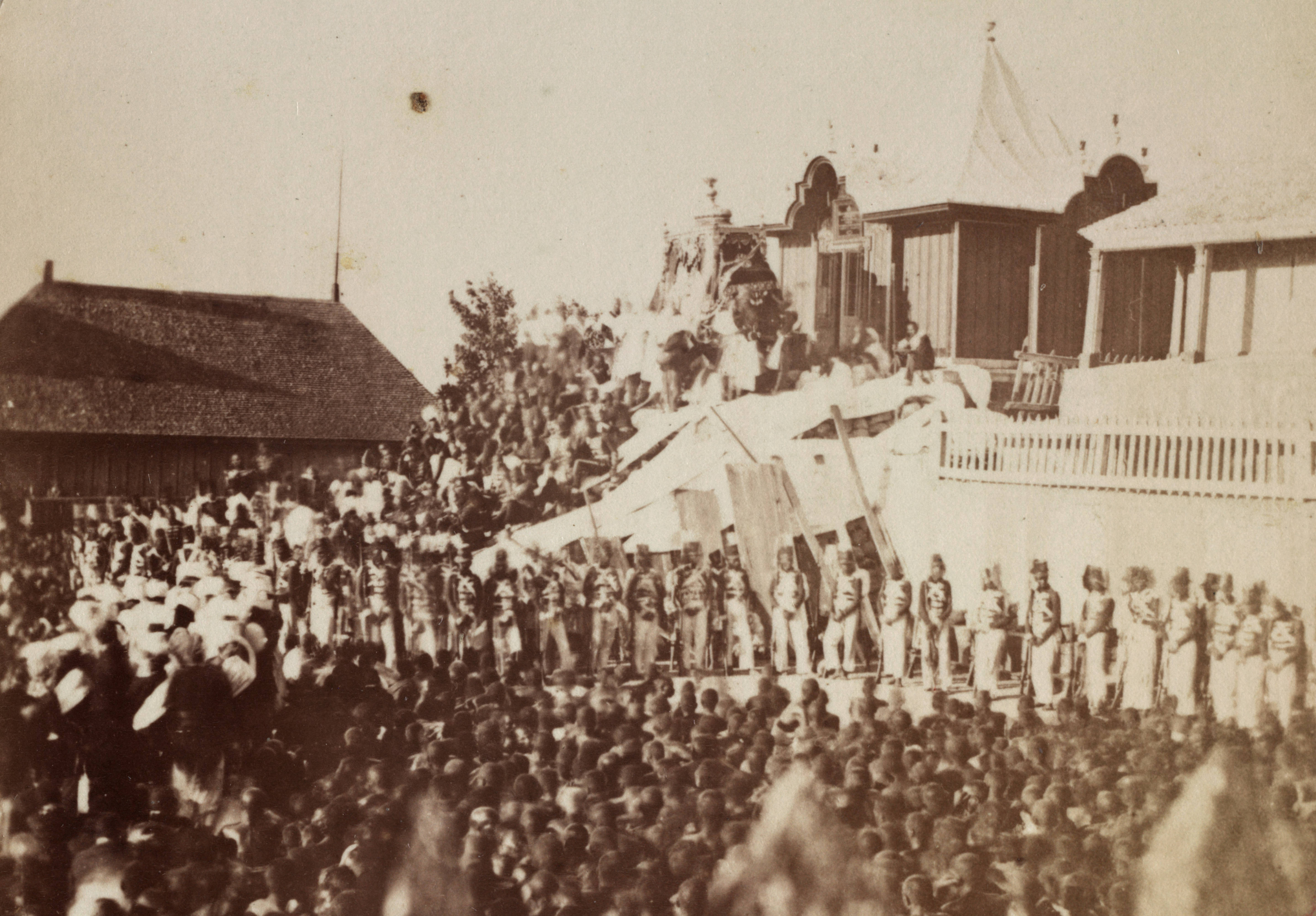
Похорон королеви Расугеріни

Заколот був придушений. Колишній прем'єр-міністр Райвінонігатрініоні був відправлений у вигнання.

### Смерть
Расугеріна захворіла на дизентерію у жовтні 1867 року. Під час заколоту фізичне та емоційне навантаження ще більше послабило королеву. Расугеріна померла чотири дні після придушення заколоту — 1 квітня 1868 року.
Перед смертю Расугеріна перейшла у католицтво. Расугеріну змінила її двоюрідна сестра Рамако, яка також була дружиною короля Радама II, яка прийняла ім'я Ранавалуни II.